# Chidi Dauda Omeje
Chidi Dauda Omeje (født 5. maj 1990) er en nigeriansk fodboldspiller, der i øjeblikket er uden kontrakt.

## Karriere
Chidi kom til Vejle Boldklub i 2009 gennem klubbens nigerianske fodboldakademi. 
Efter en god vinteropstart i 2009 med flere scoringer i træningskampene blev Chidi en fast bestanddel af  VB's  trup, men en lang periode med skader satte en foreløbig stopper for Chidis udvikling. 
I februar 2010 var han tilbage på Vejles træningsanlæg, og i april 2010 vendte han for alvor tilbage til 1. holdet med to scoringer i en hjemmekamp mod FC Vestsjælland.